# Addicted (chanson de POD)
Pour les articles homonymes, voir Addicted (homonymie).
Singles de POD
Going in Blind
(2006) Shine with Me
(2008)
Pistes de When Angels & Serpents Dance
Shine with Me
Addicted est le single principal issu de l'album de POD, When Angels & Serpents Dance.
La chanson est sortie officiellement le 19 février 2008 sur iTunes et le 10 mars sur les radios. Le morceau a été l'un des plus demandés sur les radios durant les premières semaines suivant sa sortie. Il a atteint le top #30 au Mainstream Rock Songs chart. Le clip  est sorti sur iTunes le 1er juillet 2008. La chanson est aussi présente sur le jeu vidéo WWE SmackDown vs. Raw 2009.